# Couvent de la Madeleine de Traisnel
Le couvent de la Madeleine de Traisnel est un ancien couvent situé à Paris, au no 100 rue de Charonne (11e arrondissement). Les bâtiments ont été construits au XVIIe siècle, remaniés au XVIIIe par Jean-Sylvain Cartaud, maître de l'œuvre, puis transformés plus tard en locaux industriels. Les trois corps de bâtiment restant sur la première cour avec leurs caves sont inscrits au titre des monuments historiques en date du 30 avril 1990 ; la nef de la chapelle coupée en deux plans et un escalier à balustres de bois datant du XVIIe siècle en étant des éléments constituants.

## Situation
Les bâtiments du couvent se situaient sur la rue de Charonne. En arrière, les jardins du couvent s'étendaient en forme de L au sud jusqu'à l'actuel jardin de la Folie-Titon et à l'est jusqu'à la rue des Boulets (actuelle rue Léon-Frot). La totalité de la rue Jules-Vallès, ainsi qu'une partie de la rue Chanzy, de la rue Bouvier et de la rue Titon ont été tracées à l'emplacement du couvent et de ses jardins.
Le couvent était entouré par plusieurs autres institutions religieuses : 
- le prieuré des Bénédictines du Bon-Secours, immédiatement au nord, de l'autre côté de la rue de Charonne ;
- le couvent des Filles-de-la-Croix, jouxtant la Madeleine à l'ouest sur la rue de Charonne ;
- le couvent des Filles-de-Sainte-Marguerite, sur la rue Saint-Bernard, à côté de l'église paroissiale Sainte-Marguerite[2].

## Histoire
La communauté religieuse de la Madeleine de Traisnel a été fondée en 1142 à Traisnel (aujourd'hui Traînel) en Champagne, par un prêtre du nom de Gondri (ou Gundricus) avec la protection d'Anseau Ier, seigneur de Traisnel. Lors des guerres de Religion, les religieuses quittent la région devenue peu sûre, et trouvent refuge en 1629 à Melun. Mais en 1652, elles sont de nouveau obligées de s'enfuir, et se réfugient cette fois-ci dans la capitale, où elles achètent un terrain dans le faubourg Saint-Antoine au lieu-dit de la Croix-Fauxbin. Le 20 avril 1664, la reine Anne d'Autriche pose la première pierre de la chapelle, située dans le jardin et donne la somme de 9 000 livres pour sa construction. Les terres du couvent couvrent une surface d'environ 42 hectares. 
En 1724, les religieuses ouvrent un petit commerce d'eau de toilette à la lavande.
Le lieutenant général de police puis garde des sceaux, Marc-René d'Argenson, y fait souvent une retraite et figure parmi ses plus généreux bienfaiteurs. Il fait construire de nouveaux bâtiments, décorer la chapelle et offre de nouvelles ressources au couvent. Selon sa volonté, son cœur est déposé dans la chapelle de Saint-René. En 1732, Adélaïde d'Orléans (1698-1743), s'y installe pour y passer ses jours, loin des charmes et des délices de la Cour. Françoise-Marie de Bourbon, sa mère, la rejoint et vit dans un somptueux appartement, une habitation seulement intermittente. Elles sont toutes les deux inhumées dans la chapelle du couvent. Cependant, n'ayant pas rencontré de traces d'une exhumation au cours des siècles passés, il est donc certains que ces deux filles de France gisent encore aujourd'hui dans quelques caves ignorées de la rue de Charonne. 
En 1790, les bâtiments du couvent, qui s'étalent sur une superficie de 16 153 m2 sont confisqués et deviennent bien national. L'ensemble est vendu le 5 brumaire an X (27 octobre 1801),. En 1801, le couvent de la Madeleine de Traisnel est transformé en filature et atelier de tissage par Richard et Lenoir qui occupent déjà l'ancien couvent du Bon-Secours, situé juste en face. En 1871, pendant la Commune, le couvent devient le siège du "Club Révolutionnaire".

## Le couvent dans la littérature
Le couvent aura parfois une réputation sulfureuse.  Le couvent est riche et les novices bien jeunes, aussi Alexandre Dumas, dans son roman Le Chevalier d'Harmental, paru en 1843, mais se déroulant sous la régence, décrit le couvent comme un lieu de débauche. Le lieutenant de police d'Argenson se fait construire une maison mitoyenne au couvent, avec une porte dérobée pour pouvoir y pénétrer à toute heure et y passer ses soirées. Extrait : 
«  -Ah ! dit Dubois, voilà ce que nous ignorons et ce que vous devriez savoir, vous, monsieur le lieutenant général, si, au lieu de faire la police cette nuit, vous n'aviez pas été passer votre temps au couvent de la Madeleine de Traisnel. 

-Comment, d'Argenson ! dit le régent en éclatant de rire, vous, un grave magistrat, vous donnez de pareils exemples ! »
Jean-Baptiste Grenouille, le héros du roman Le Parfum de Patrick Süskind, passe toute sa petite enfance rue de Charonne, au voisinage du couvent de Sainte-Madeleine-de-Traisnel. Extrait :
« Et Terrier, retroussant sa soutane, empoigna le panier qui hurlait et fila, fila à travers le fouillis des ruelles, gagna le faubourg Saint-Antoine, le remonta vers l'est jusqu'à sortir de la ville, pour trouver, bien loin de là, la rue de Charonne, qu'il suivit aussi presque jusqu'au bout, et là, près du couvent de Sainte-Madeleine-de-Traisnel, il alla frapper chez une certaine madame Gaillard, dont il savait qu'elle prenait des petits pensionnaires de tout âge et de toute sorte, pourvu qu'il se trouvât quelqu'un pour payer ; et c'est là qu'il déposa l'enfant qui criait toujours… »
« A six ans, il [Grenouille] avait totalement exploré olfactivement le monde qui l'entourait. Il n'y avait pas un objet dans la maison de Mme Gaillard, et dans la partie nord de la rue de Charonne, pas un endroit, pas un être humain, pas un caillou, pas un arbre, un buisson ou une latte de palissade, pas le moindre pouce de terrain qu'il ne connût par l'odeur, ne reconnût de même et ne gardât solidement en mémoire avec ce qu'il avait d'unique. »